# Ганжі (Решетилівська міська громада)
Га́нжі —  село в Україні, у Решетилівській міській громаді Полтавського району Полтавської області. Населення становить 89 осіб. До 2016 орган місцевого самоврядування — Решетилівська селищна рада.

## Географія
Село Ганжі знаходиться за 1 км від колишнього села Чернещина та за 2 км від села Тури. Селом протікає пересихаючий струмок з загатою.

## Населення

### Мова
Розподіл населення за рідною мовою за даними перепису 2001 року:
| Мова       | Кількість | Відсоток |
| ---------- | --------- | -------- |
| українська | 84        | 94.38%   |
| російська  | 5         | 5.62%    |
| Усього     | 89        | 100%     |

## Історія
12 червня 2020 року, відповідно до розпорядження Кабінету Міністрів України № 721-р «Про визначення адміністративних центрів та затвердження територій територіальних громад Полтавської області», село увійшло до складу Решетилівської міської громади.
19 липня 2020 року, в результаті адміністративно - територіальної реформи та ліквідації Решетилівського району, село увійшло до складу новоутвореного Полтавського району Полтавської області.